# Liste des épisodes de Doggyblog

Cet article présente la liste des épisodes de la série télévisée américaine  Doggyblog (#doggyblog).

## Liste des épisodes
| Saison | Saison | Épisodes | États-Unis        | États-Unis        | France          | France          |
| Saison | Saison | Épisodes | Début             | Fin               | Début           | Fin             |
| ------ | ------ | -------- | ----------------- | ----------------- | --------------- | --------------- |
|        | 1      | 22       | 12 octobre 2012   | 25 août 2013      | 8 janvier 2013  | 3 décembre 2013 |
|        | 2      | 24       | 20 septembre 2013 | 12 septembre 2014 | 14 janvier 2014 | 6 décembre 2014 |
|        | 3      | 23       | 26 septembre 2014 | 25 septembre 2015 | 21 mars 2015    | 5 décembre 2015 |

### Première saison (2012-2013)
Composée de 22 épisodes, elle a été diffusée aux États-Unis du 12 octobre 2012 au 25 août 2013 sur Disney Channel.
| №  | #  | Titre français                         | Titre original               | Diffusions française | Diffusions originale | Code prod. |
| -- | -- | -------------------------------------- | ---------------------------- | -------------------- | -------------------- | ---------- |
| 1  | 1  | Stan à la maison                       | Stan of the House            | 8 janvier 2013       | 12 octobre 2012      | 101        |
| 2  | 2  | Tous pour un                           | The Fast and the Furries     | 12 février 2013      | 4 novembre 2012      | 102        |
| 3  | 3  | La mascotte                            | Dog With a Hog               | 19 février 2013      | 11 novembre 2012     | 103        |
| 4  | 4  | Complice                               | Wingstan                     | 26 février 2013      | 18 novembre 2012     | 106        |
| 5  | 5  | Ami virtuel                            | World of Woofcraft           | 5 mars 2013          | 25 novembre 2012     | 108        |
| 6  | 6  | Premier Noël                           | Bark! The Herald Angels Sing | 3 décembre 2013      | 2 décembre 2012      | 104        |
| 7  | 7  | Le perroquet                           | The Parrot Trap              | 12 mars 2013         | 13 janvier 2013      | 109        |
| 8  | 8  | Le concours de maths                   | The Bone Identity            | 19 mars 2013         | 27 janvier 2013      | 105        |
| 9  | 9  | Le silence de Stan                     | Stan Stops Talking           | 14 mai 2013          | 17 février 2013      | 115        |
| 10 | 10 | Où est Chloé ?                         | Dog Loses Girl               | 26 mars 2013         | 24 février 2013      | 107        |
| 11 | 11 | Halte-là ! Qui va là ?                 | Stan-ing Guard               | 2 avril 2013         | 24 mars 2013         | 110        |
| 12 | 12 | Avery réalisatrice                     | Freaky Fido                  | 9 avril 2013         | 7 avril 2013         | 111        |
| 13 | 13 | Cabane, Cheerleaders et poissons frais | Guess Who's a Cheerleader    | 28 mai 2013          | 28 avril 2013        | 112        |
| 14 | 14 | L'art et la manière                    | Crimes of the Art            | 3 septembre 2013     | 5 mai 2013           | 118        |
| 15 | 15 | Premier amour                          | Avery's First Crush          | 4 juin 2013          | 12 mai 2013          | 113        |
| 16 | 16 | Le camion-restaurant                   | The Truck Stops Here         | 11 juin 2013         | 8 juin 2013          | 114        |
| 17 | 17 | La séparation                          | Avery's First Breakup        | 15 octobre 2013      | 23 juin 2013         | 122        |
| 18 | 18 | Un bébé                                | A New Baby?                  | 10 septembre 2013    | 14 juillet 2013      | 116        |
| 19 | 19 | Stan parle à grand-mère                | Stan Talks to Gran           | 8 octobre 2013       | 21 juillet 2013      | 119        |
| 20 | 20 | Infraction aux règles                  | Avery's Wild Party           | 1er octobre 2013     | 28 juillet 2013      | 121        |
| 21 | 21 | Le shérif du web                       | My Parents Posted What?!     | 24 septembre 2013    | 11 août 2013         | 120        |
| 22 | 22 | L'ancien maître de Stan                | Stan's Old Owner             | 22 octobre 2013      | 25 août 2013         | 117        |

### Deuxième saison (2013-2014)
Le 4 février 2013, la série a été renouvelée pour une deuxième saison. Composée de 20 épisodes, elle a été diffusée aux États-Unis à partir du 20 septembre 2013 sur Disney Channel.
| №  | #  | Titre français              | Titre original                               | Diffusions française | Diffusions originale | Code prod. |
| -- | -- | --------------------------- | -------------------------------------------- | -------------------- | -------------------- | ---------- |
| 23 | 1  | La rentrée                  | Too Short                                    | 14 janvier 2014      | 20 septembre 2013    | 201        |
| 24 | 2  | Avery se rebelle            | Good Girl Gone Bad                           | 21 janvier 2014      | 27 septembre 2013    | 202        |
| 25 | 3  | Il faut sauver Halloween    | Howloween                                    | 25 octobre 2014      | 4 octobre 2013       | 203        |
| 26 | 4  | La marque de Stan           | Stan Makes His Mark                          | 28 janvier 2014      | 11 octobre 2013      | 204        |
| 27 | 5  | Tyler trouve l'âme sœur     | Tyler Gets a Grillfriend                     | 4 février 2014       | 1er novembre 2013    | 205        |
| 28 | 6  | Tu parles, Karl !           | Don't Karl Us, We'll Karl you                | 11 février 2014      | 22 novembre 2013     | 206        |
| 29 | 7  | Imprévus de Noël            | Twas the Fight Before Christmas              | 6 décembre 2014      | 6 décembre 2013      | 207        |
| 30 | 8  | Le cours d'espagnol         | Lost in Stanslation                          | 1er avril 2014       | 10 janvier 2014      | 208        |
| 31 | 9  | Malentendu                  | Avery B. Jealous                             | 8 avril 2014         | 24 janvier 2014      | 209        |
| 32 | 10 | L'âme soeur                 | Love Ty-Angle                                | 15 avril 2014        | 21 février 2014      | 211        |
| 33 | 11 | Première dispute            | Stan Runs Away                               | 29 avril 2014        | 28 février 2014      | 213        |
| 34 | 12 | Nikki me manque             | I Want My Nikki Back, Nikki Back, Nikki Back | 6 mai 2014           | 7 mars 2014          | 212        |
| 35 | 13 | La leçon de danse           | Avery-body Dance Now                         | 13 mai 2014          | 21 mars 2014         | 215        |
| 36 | 14 | Stan est jaloux             | The Green-Eyed Monster                       | 6 septembre 2014     | 4 avril 2014         | 218        |
| 37 | 15 | Qui dresse qui              | Who's Training Who?                          | 1er septembre 2014   | 11 avril 2014        | 210        |
| 38 | 16 | Séparation                  | Love, Loss and a Beanbag Toss                | 13 septembre 2014    | 16 mai 2014          | 219        |
| 39 | 17 | Mariage et remariage        | How I Met Your Brother...and Sister          | 20 septembre 2014    | 13 juin 2014         | 217        |
| 40 | 18 | Sauver le camion            | Will Sing for Food Truck                     | 27 septembre 2014    | 20 juin 2014         | 216        |
| 41 | 19 | Visite au musée             | Stuck in the Mini with You                   | 4 octobre 2014       | 18 juillet 2014      | 214        |
| 42 | 20 | La grande parade des fleurs | Pod People from Pasadena                     | 11 octobre 2014      | 25 juillet 2014      | 220        |
| 43 | 21 | Stan, chien mannequin       | The Mutt and the Mogul                       | 18 octobre 2014      | 1er août 2014        | 221        |
| 44 | 22 | Stan va à l'école           | Stan Gets Schooled                           | 15 novembre 2014     | 15 août 2014         | 223        |
| 45 | 23 | Karl la menace              | Karl Finds Out Stan's Secret                 | 22 novembre 2014     | 22 août 2014         | 222        |
| 46 | 24 | Le blog de Stan             | The Kids Find Out Stan Blogs                 | 29 novembre 2014     | 12 septembre 2014    | 224        |

### Troisième saison (2014-2015)
Le 4 février 2014, une troisième saison a été annoncée.
| №  | #  | Titre français                    | Titre original                   | Diffusions française | Diffusions originale | Code prod. |
| -- | -- | --------------------------------- | -------------------------------- | -------------------- | -------------------- | ---------- |
| 47 | 1  | Rentrée difficile                 | Guess Who Gets Expelled?         | 21 mars 2015         | 26 septembre 2014    | 301        |
| 48 | 2  | Halloween 2 : frayeurs à domicile | Howloween 2: The Final Reckoning | 31 octobre 2015      | 2 octobre 2014       | 302        |
| 49 | 3  | Avery professeur                  | Avery Schools Tyler              | 28 mars 2015         | 17 octobre 2014      | 303        |
| 50 | 4  | Stan et Princesse                 | Stan Falls in Love               | 4 avril 2015         | 21 novembre 2014     | 304        |
| 51 | 5  | Avery et la mode                  | Avery VS Teacher                 | 11 avril 2015        | 28 novembre 2014     | 305        |
| 52 | 6  | Un Noël sans cadeaux              | Stan Steals Christmas            | 28 novembre 2015     | 5 décembre 2014      | 306        |
| 53 | 7  | A chacun son style                | Avery Makes Over Max             | 18 avril 2015        | 9 janvier 2015       | 307        |
| 54 | 8  | Un nouveau petit ami              | Avery Dreams of Kissing Karl     | 25 avril 2015        | 16 janvier 2015      | 308        |
| 55 | 9  | Le défilé de mode                 | Dog on a Catwalk                 | 2 mai 2015           | 6 février 2015       | 309        |
| 56 | 10 | Un vilain défaut                  | Guess Who's a Cheater?           | 9 mai 2015           | 20 février 2015      | 310        |
| 57 | 11 | Le meilleur ami de Stan           | Stan's New BFF                   | 16 mai 2015          | 6 mars 2015          | 311        |
| 58 | 12 | Stan parle en dormant             | Stan Sleep Talks                 | 23 mai 2015          | 26 mars 2015         | 313        |
| 59 | 13 | Le mariage de Stan                | Stan Gets Married                | 30 mai 2015          | 17 avril 2015        | 312        |
| 60 | 14 | Qui sera président ?              | Guess Who Becomes President?     | 6 juin 2015          | 24 avril 2015        | 314        |
| 61 | 15 | Stan a des chiots                 | Stan Has Puppies                 | 13 juin 2015         | 8 mai 2015           | 315316     |
| 62 | 16 | La dispute                        | You're Not My Sister Anymore     | 5 septembre 2015     | 12 juin 2015         | 317        |
| 63 | 17 | Les chiots parlent                | The Puppies Talk                 | 12 septembre 2015    | 19 juin 2015         | 318        |
| 64 | 18 | L'affaire de la robe saccagée     | Guess Who's Dating Karl          | 26 septembre 2015    | 17 juillet 2015      | 320        |
| 65 | 19 | Karl a une petite amie            | Murder of the Ornamental Dress   | 3 octobre 2015       | 24 juillet 2015      | 319        |
| 66 | 20 | Stan veut garder Princesse        | Stan Rescues His Princess        | 10 octobre 2015      | 7 août 2015          | 321        |
| 67 | 21 | Dans la peau d'un chat            | Cat With a Blog                  | 17 octobre 2015      | 21 août 2015         | 322        |
| 68 | 22 | Avery apprend à conduire          | Avery Starts Driving             | 24 octobre 2015      | 18 septembre 2015    | 323        |
| 69 | 23 | Le secret est découvert           | Stan's Secret Is Out             | 5 décembre 2015      | 25 septembre 2015    | 324        |